# Decylion
Decylion – liczba 1060, czyli jeden i sześćdziesiąt zer w zapisie dziesiętnym. W krajach byłego ZSRR i Stanach Zjednoczonych, decylion oznacza 1033.